# Thomas Diethart
Thomas Diethart, född 25 februari 1992 i Tulln an der Donau i Niederösterreich i Österrike, är en österrikisk backhoppare. Hann vann Tysk-österrikiska backhopparveckan 2013/2014.

### Fotnoter
1. ↑  ”Arkiverade kopian”. Arkiverad från originalet den 7 januari 2014. https://web.archive.org/web/20140107211458/http://www.fis-ski.com/ski-jumping/athletes/athlete=diethart-thomas-124157/. Läst 7 januari 2014.